# Trung tâm Lịch sử Du lịch Miền núi Gorczański ở Turbacz
Trung tâm Lịch sử Du lịch Miền núi Gorczański ở Turbacz (tiếng Ba Lan: Gorczański Ośrodek Historii Turystyki Górskiej na Turbaczu) là một bảo tàng tọa lạc trên đỉnh Turbacz ở xã Niedźwiedź, huyện Limanowski, tỉnh Małopolskie, Ba Lan. Trung tâm là một bảo tàng của Hiệp hội Du lịch và Tham quan Ba Lan (PTTK).

## Lịch sử
Trung tâm Lịch sử Du lịch Miền núi Gorczański ở Turbacz được thành lập vào ngày 11 tháng 5 năm 1980. Ban đầu, trụ sở của Trung tâm là một ngôi nhà bằng gỗ ngay gần nhà trọ PTTK ở Turbacz. Hiện tại, các bộ sưu tập của Trung tâm đã được chuyển đến một phòng riêng trong nhà trọ này và phục vụ du khách dưới hình thức triển lãm. Tên hiện tại của Trung tâm được đặt theo nghị quyết của Ủy ban Du lịch Miền núi của Hội đồng Chính PTTK vào ngày 6 tháng 6 năm 2016.

## Triển lãm
Bộ sưu tập của Trung tâm Lịch sử Du lịch Miền núi Gorczański ở Turbacz hiện đang bao gồm các triển lãm ảnh và tài liệu về lịch sử của vùng núi, triển lãm tiểu sử Władysław Orkan, và triển lãm về những cuộc chiến từng diễn ra ở vùng này trong Chiến tranh thế giới thứ hai.

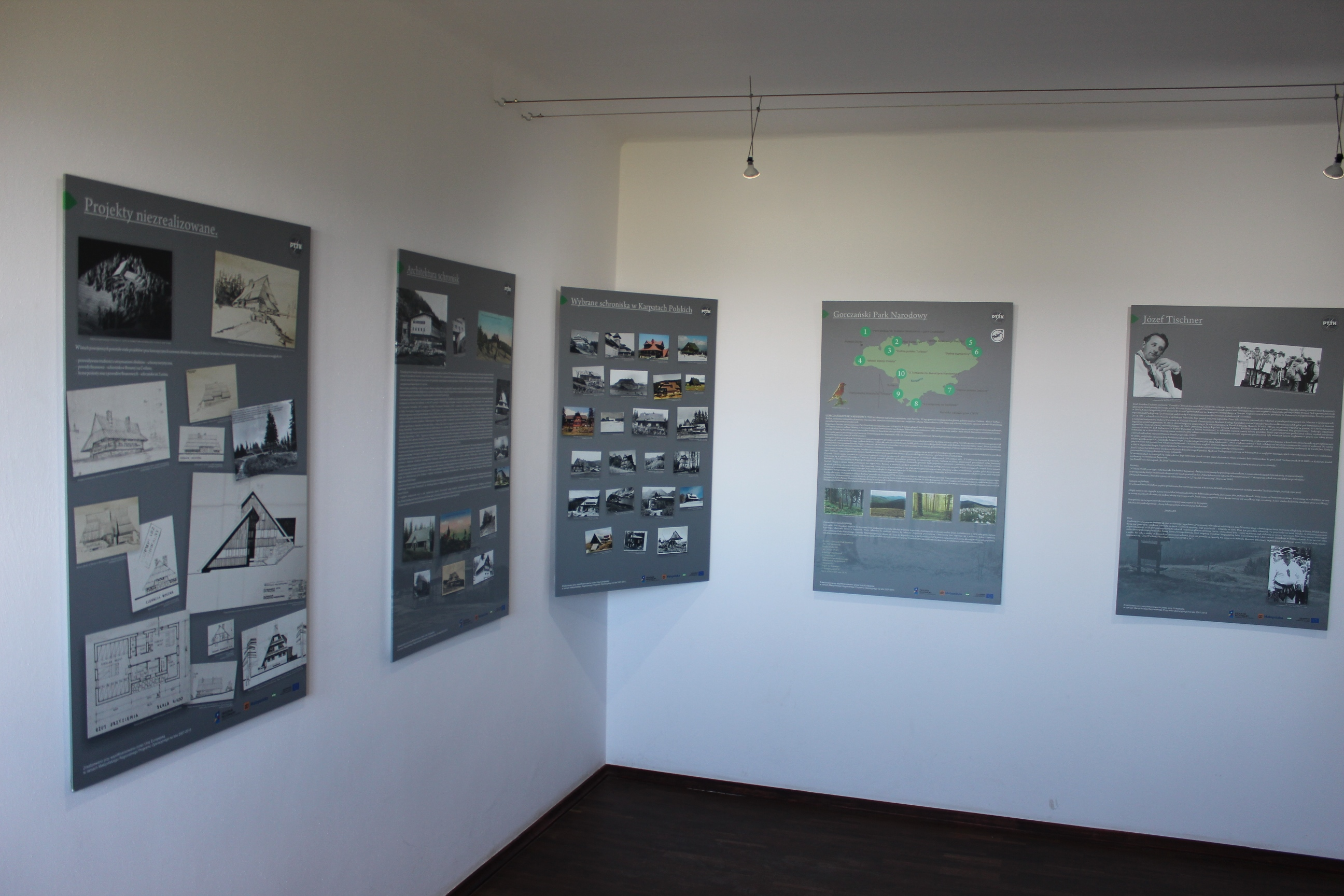
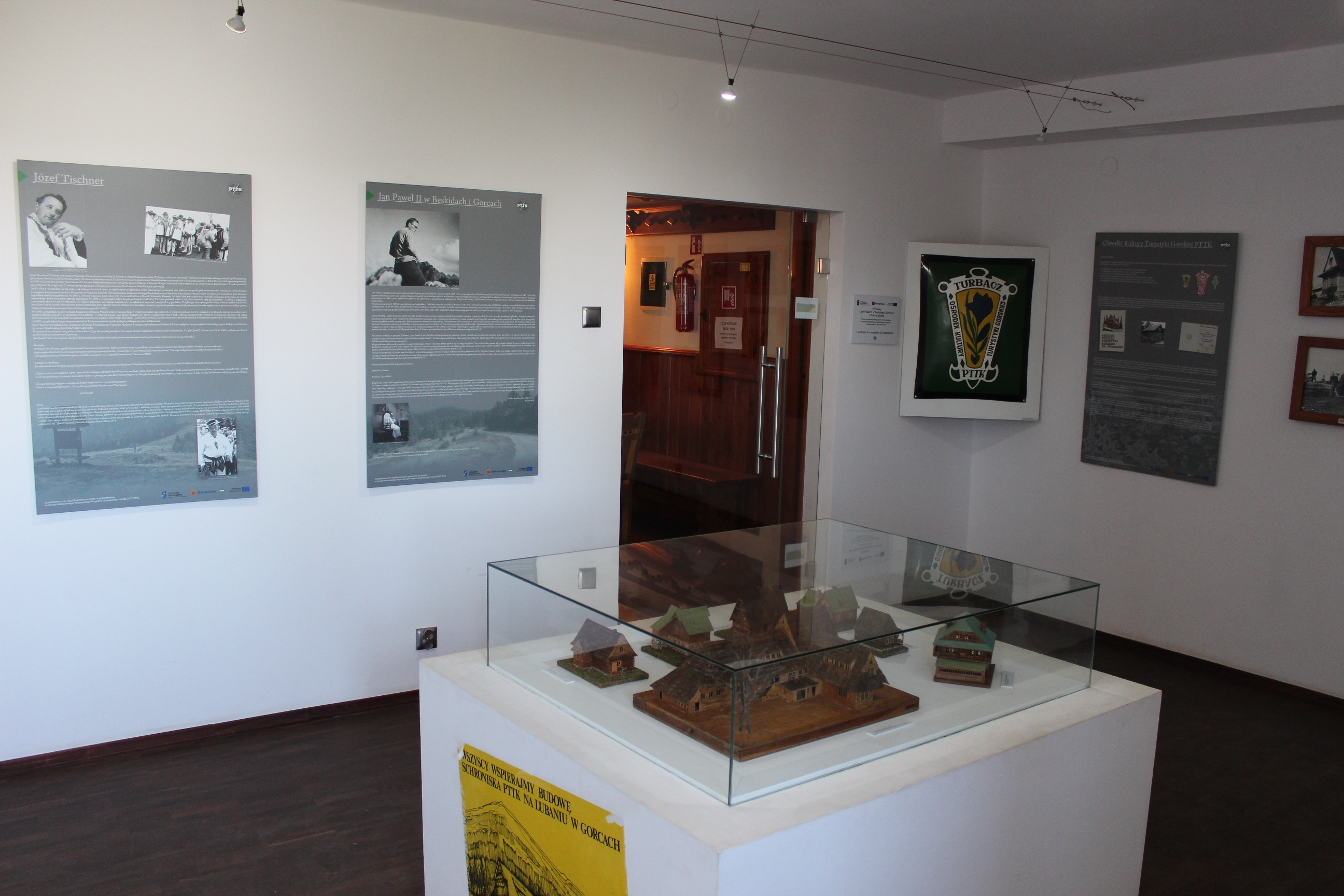
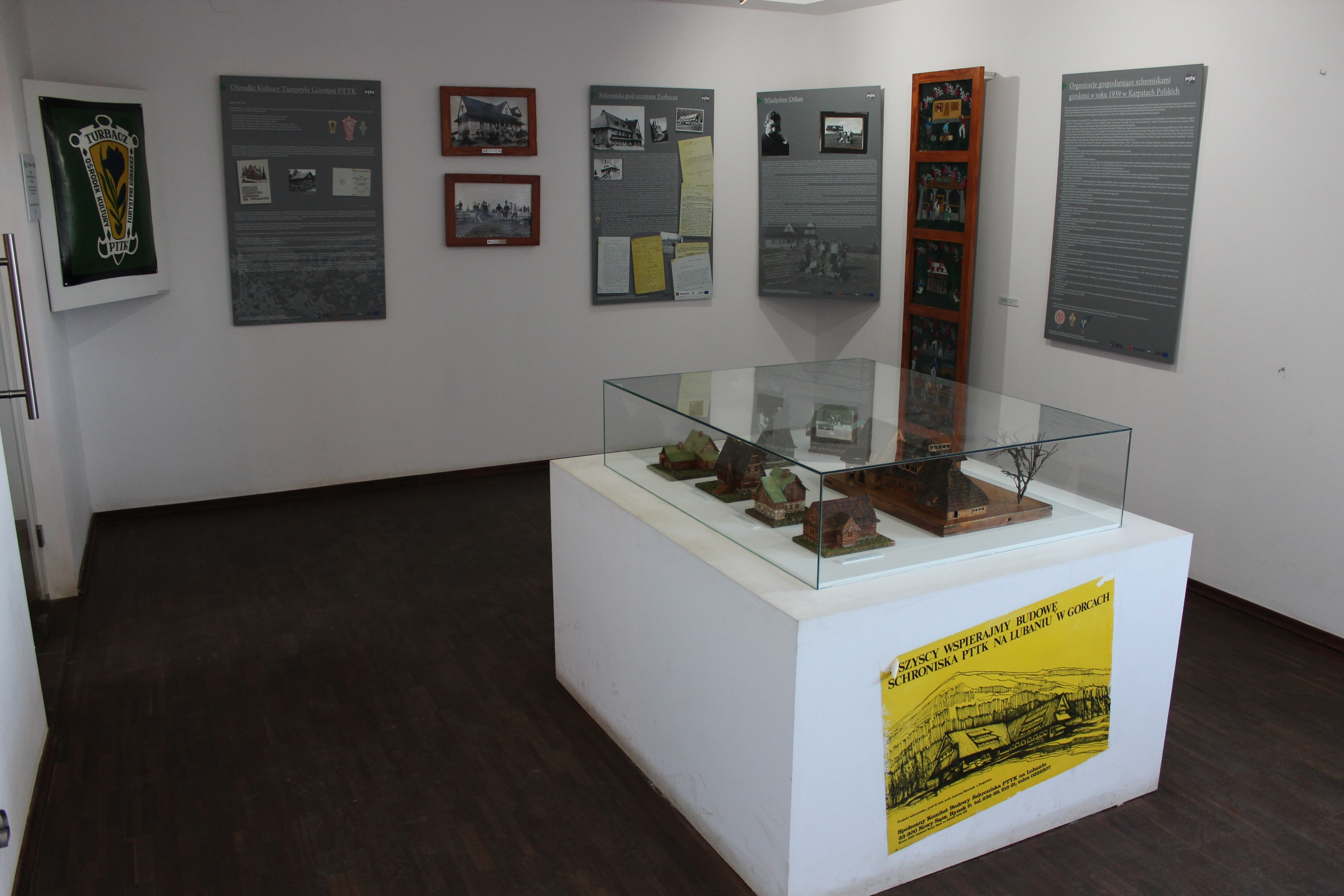

## Giờ mở cửa
Trung tâm Lịch sử Du lịch Miền núi Gorczański ở Turbacz hoạt động quanh năm, mở cửa tất cả các ngày trong tuần. Khách tham quan được vào cửa miễn phí.